# 妖夜尋狼：血姬覺醒
《妖夜尋狼：血姬覺醒》（英語：Underworld: Awakening），是一部2012年美國3D動作恐怖電影，為曼斯·馬林與比雍·史坦執導。2011年3月在温哥華和卑詩開始拍攝，2012年1月20日發行3D電影3D、IMAX 3D和2D格式。
在系列男主角辭演下（片中客串鏡頭是特技處理），本片男主角改由席歐·詹姆斯擔任。

## 劇情
劇情描述狼族與吸血鬼的戰爭千年未了，吸血鬼戰士莎倫娜（凱特·貝琴薩 飾）卻落入人類之手，成為實驗品長達12年之久。當莎倫娜醒來脫逃後，卻發現在未來世界裡，狼族與吸血鬼不只勢力不再，還淪為人類撲殺的獵物。正當狼族與吸血鬼陷入慌亂求生之際，莎倫娜還發現，有一個更具毀滅性的神祕生物正逼近中......

## 角色
| 演員          | 角色          | 備註 |
| 凱特·貝琴薩   | 莎倫娜 Selene | 吸血鬼族的戰鬥者，因為與狼人吸血鬼混種的米高發生關係，亦殺了吸血鬼族的兩大長老，被其他吸血鬼認定為背叛者。擁有科維努斯血統。 |
| 英迪雅·艾斯利 | 伊芙          | 莎倫娜與米高的女兒，天生的混種（吸血鬼和狼人），亦是科維努斯唯一血脈。                                                       |
| 席歐·詹姆斯   | 大衛 David    | 吸血鬼長老湯瑪士的兒子，他認為吸血鬼族不能再偷偷摸摸，需要反抗戰鬥，最後跟了莎倫娜逃亡。                                     |
| 查爾斯·丹斯   | 湯瑪士 Thomas | 吸血鬼長老之一，大衛的父親，阿蜜莉亞被殺害後一直撫養著自己的兒子。西部吸血鬼基地的首領。                                     |

## 評價
爛番茄新鮮度僅27%，基於71條評論，平均分為4.3/10，觀眾評價卻高達62%；而在Metacritic上得到39分，代表「普遍不佳」，IMDB上得6.4分，評價兩極，且多數好評皆傾向觀眾。

## 續集
續集改由安娜·福斯特執導，連·韋斯曼參與編劇，凱特·貝琴薩、席歐·詹姆斯仍回歸主演，正式拍攝於2015年10月19日在捷克的首都布拉格開始進行，電影則於2017年1月6日在美國上映。

## 外部連結
- 官方网站
- 互联网电影数据库（IMDb）上《Underworld: Awakening》的资料（英文）
- 爛番茄上《Underworld: Awakening》的資料（英文）
- AllMovie上《Underworld: Awakening》的资料（英文）
- Box Office Mojo上《Underworld: Awakening》的資料（英文）
- Metacritic上《Underworld: Awakening》的資料（英文）
- Yahoo奇摩電影上《妖夜尋狼：血姬覺醒》的資料（繁體中文）
- 開眼電影網上《妖夜尋狼：血姬覺醒》的資料（繁體中文）
- 时光网上《妖夜尋狼：血姬覺醒》的資料（简体中文）